# Carles Bestit
 (septembre 2014).
Si vous disposez d'ouvrages ou d'articles de référence ou si vous connaissez des sites web de qualité traitant du thème abordé ici, merci de compléter l'article en donnant les références utiles à sa vérifiabilité et en les liant à la section « Notes et références ».
Carles Bestit Martínez, né le 7 mars 1908 à Barcelone et mort le 12 juillet 1972 dans la même ville, est un footballeur espagnol. Durant sa carrière, il évolue au poste de milieu de terrain.

## Biographie
Carles Bestit joue au cours de sa carrière avec les trois clubs barcelonais de première division : CE Europa, FC Barcelone et l'Espanyol.
Il commence sa carrière de joueur au CE Europa en 1926 où il joue avec son frère Tomás (Bestit II).
Le 10 février 1929, il fait partie du onze initial qui joue le premier match du CE Europa en première division du championnat d'Espagne. Il dispute tous les matchs de Liga cette saison-là et est le meilleur buteur du club avec 10 buts. 
La saison suivante, il est recruté par le FC Barcelone où il joue entre 1929 et 1933. Avec Barcelone, il joue 45 matchs de championnat aux côtés de joueurs comme Vicenç Piera, José Sastre, José Samitier, Ángel Arocha ou Emilio Sagi-Barba. Il marque 28 buts.
En 1933, il passe dans les rangs de l'Espanyol de Barcelone où il joue une saison. Mais il est peu utilisé.
Il prend sa retraite sportive en 1936 après deux saisons avec le Gérone FC en deuxième division.

### Liens familiaux
Son frère Tomás Bestit est aussi footballeur. Son fils, également nommé Carles Bestit, est le chef des services médicaux du FC Barcelone entre 1973 et 1993. Un autre de ses fils, Luis, est gardien de l'équipe d'Espagne de waterpolo, tandis que José est nageur de niveau international.